# Bárbara Gonzaga
Bárbara Gonzaga (Mantua, 11 de diciembre de 1455-Böblingen, 30 de mayo de 1503), apodada Barbarina, fue una noble italiana, miembro de la Casa de Gonzaga y por matrimonio condesa consorte (1474-1495) y primera duquesa consorte de Wurtemberg (1495-1496).

## Biografía
Nacida en Mantua, Bárbara fue la octava hija de Luis III Gonzaga, marqués de Mantua, y de su esposa, Bárbara de Brandeburgo. Por vía paterna, Bárbara Gonzaga era nieta del primer marqués de Mantua, Gianfrancesco Gonzaga, y su esposa, Paola Malatesta. Por vía materna, era nieta del margrave Juan de Brandeburgo-Kulmbach (apodado el Alquimista) y su esposa, Bárbara de Sajonia-Wittenberg, obteniendo Bárbara este nombre de su madre y abuela materna.
Bárbara recibió una buena educación en la corte de su padre: además de su italiano nativo, aprendió alemán, latín antiguo y lenguas griegas; también aprendería historia y literatura, y desarrolló interés por el arte y la cultura. En 1467, los padres de Bárbara comenzaron a buscar un marido adecuado para su hija, negociando un compromiso con Cristóbal, heredero del margraviato de Baden, pero no llegarían a un acuerdo sobre el monto de la dote. En 1468, se consideró un matrimonio para Bárbara con Galeazzo María Sforza, duque de Milán, y en 1472 también se consideró al rey Casimiro IV de Polonia como posible marido para Bárbara; sin embargo, ninguno de estos planes de matrimonio se materializaron.
Finalmente, por sugerencia de Alberto III Aquiles, elector de Brandeburgo (tío abuelo de Bárbara), se llegó a un compromiso con el conde Everardo V de Wurtemberg-Urach. La boda se celebró en Mantua el 12 de abril de 1474. Según el contrato matrimonial, Barbara recibió 20000 florines como dote (15000 fueron pagados inmediatamente, 5000 tras la llegada de su marido), además de muebles y túnicas, joyas, vajilla de plata valorada en 9000 florines, una biblioteca y cuadros.
Poco después de la boda, Everardo regresó a sus dominios. Bárbara lo seguiría unos meses más tarde, escoltada por guardias montados a caballo liderados por su hermano, Rodolfo Gonzaga. El cortejo constaba de dos carruajes, cuatro carretas de equipaje, 217 caballos y 30 animales de carga. Viajaron a través de Verona, Trento, Innsbruck, y el Paso de Fern hasta llegar a Kempten el 28 de junio, donde los enviados de Everardo esperaban a Bárbara. Desde allí el viaje continuó a través de Memmingen, Ulm y Blaubeuren hacia Urach. En la última parte del viaje, Everardo se unió al cortejo, aumentando considerablemente su tamaño. Hubo celebraciones en honor a la llegada de la nueva condesa del 4 al 7 de julio de 1474 en el castillo de Urach (que había sido renovado y ampliado para la ocasión), contando con la presencia de numerosos huéspedes importantes (entre ellos se encontraban los obispos de Constanza, Espira y Augsburgo; el elector Alberto III Aquiles; Felipe del Palatinado; el conde palatino Otón II de Mosbach-Neumarkt; y el margrave Carlos I de Baden). En total, 13000 personas visitaron la ciudad en esta ocasión.
En 1483, tras la unificación de todas las tierras de la Casa de Wurtemberg bajo el gobierno de Everardo y su proclamación como primer duque de Wurtemberg con el nombre de Everardo I, la corte se trasladó de Urach a Stuttgart. Según historiadores contemporáneos, Bárbara tuvo una gran influencia sobre su marido. El nuevo duque no había recibido una educación formal, pero era una persona muy curiosa. Antes de la boda, viajó mucho, e incluso realizó un peregrinaje a Tierra Santa. Su culta esposa le introdujo al arte italiano, la música, y la filosofía humanista; ella sería clave en la fundación de la Universidad de Tubinga, apoyando a su marido en la implementación de este proyecto. Bárbara también tenía talento para la política, heredado de su madre. Además, estaba interesada en la jardinería, agricultura, y la cría de animales domésticos. En 1491, adquirió una granja en Waldenbuch y un jardín bajo las paredes del castillo de Stuttgart.
El 2 de agosto de 1475, Bárbara dio a luz a una hija, llamada como ella; desafortunadamente, la niña sólo viviría dos meses, falleciendo el 15 de octubre de ese mismo año, y fue enterrada en la cartuja de Güterstein. Este sería el único embarazo de Bárbara. La incapacidad de tener un heredero varón fue probablemente la razón que acentuaría la tendencia innata de Barbara a la depresión. Ya alrededor de 1480, algunas de las medidas tomadas por Everardo demuestran que él no esperaba tener descendientes legítimos.
Tras la muerte de Everardo en 1496, Bárbara se mudó al castillo de Böblingen, donde en 1501 adquirió otro jardín. La duquesa viuda mantuvo correspondencia con la corte de Mantua. En una de sus últimas cartas, expresó su deseo de regresar a Italia. Sin embargo, esto nunca sucedería: Bárbara falleció el 31 de mayo de 1503, a los 47 años, en Böblingen. Fue enterrada en un Frauenkloster (monasterio para mujeres) dominico en Kirchheim unter Teck. Sus parientes en Mantua recibieron parte de su herencia.
Bárbara sería inmortalizada en el famoso mural La Corte de Mantua pintado en 1474 por Andrea Mantegna y expuesto en la pared norte de la Cámara de los esposos en el torreón nordeste del Palacio Ducal de Mantua. El vitral que representa a la duquesa de Wurtemberg en la Universidad de Tubinga fue hecho en tiempos modernos y es la fantasía del autor. En Bad Urach, una escuela secundaria lleva su nombre.